# Alegeri parlamentare în Republica Moldova, 2014
Alegerile parlamentare din 2014 în Republica Moldova au avut loc pe data de 30 noiembrie 2014.
După totalizarea voturilor, cinci partide politice au acces în parlament: Partidul Socialiștilor din Republica Moldova a obținut 25 de mandate, Partidul Liberal Democrat din Moldova – 23 de mandate, Partidul Comuniștilor – 21 de mandate, Partidul Democrat – 19 și Partidul Liberal 13 mandate.
Potrivit Constituției Republicii Moldova mandatul deputaților este de patru ani, socotiți de la data ultimelor alegeri ordinare. Precedentele alegeri legislative din Republica Moldova au avut loc pe 28 noiembrie 2010.

## Reguli electorale
Sunt puse în joc toate cele 101 de locuri din legislativul Republicii Moldova. Distribuirea mandatelor se face în sistem proporțional, pe liste, toate raioanele țării constituind o singură circumscripție electorală, în care pragul electoral este de 6% pentru listele de partid și de 2% pentru candidații independenți.
Pentru formarea guvernului, un partid sau o alianță are nevoie să obțină 51 de mandate (50%+1), iar pentru alegerea președintelui țării, 61 de mandate (3/5).

### În străinătate
Pentru scrutin Comisia Electorală Centrală (CEC) va deschide aproximativ 100 de secții de votare peste hotare, cu 25 mai multe decât la alegerile din 2010. La 18 noiembrie 2014 CEC a precizat că au fost constituite 95 de secții de votare peste hotarele țării, dintre care: 25 în Italia, 9 în România, 6 în Statele Unite, 5 în Portugalia și Rusia, 4 în Franța și Spania.
De asemenea, Iurie Ciocan președintele CEC, a mai menționat că alegerile vor fi monitorizate de mai puțini observatori internaționali, față de anii precedenți.

### Observatori
Peste 2000 de persoane vor monitoriza alegerile din partea organizației neguvernamentale Promo-Lex. Asociația este prima care s-a înregistrat în calitate de observator în cadrul scrutinului.
Rețeaua de observatori pentru procesul de monitorizare a alegerilor include 41 de observatori pe termen lung, 32 de observatori pe termen mediu și aproximativ 2000 de observatori pe termen scurt. Cei aproximativ 2000 de observatori pe termen scurt vor activa în ziua alegerilor și vor acoperi toate secțiile de votare din RM.
De asemenea, Parlamentul European va trimite o delegație de șapte deputați, condusă de Igor Soltes să observe alegerile parlamentare. 

### Buletine de vot
Pentru alegeri au fost tipărite 3 122 466 de buletine de vot, dintre care 708 487 în limba rusă. Costul aproximativ pentru un buletin de vot este de 0,42-0,44 lei. Respectiv, pentru buletinele de vot se vor cheltui circa 1 373 885 de lei.

### Structura electoratului
- 18 - 35 ani: 1,152,831 (35.73%)
- 35 - 50 ani: 866,422 (26.85%)
- 50 - 75 ani: 1,043,344 (32.33%)
- 75 - 100 ani: 163,347 (5.06%)
- 100+ ani: 502 (0.015%)

Total: 3,226,446 de cetățeni cu drept de vot.

## Participanți
Ordinea celor 26 de candidați în buletinul de vot:

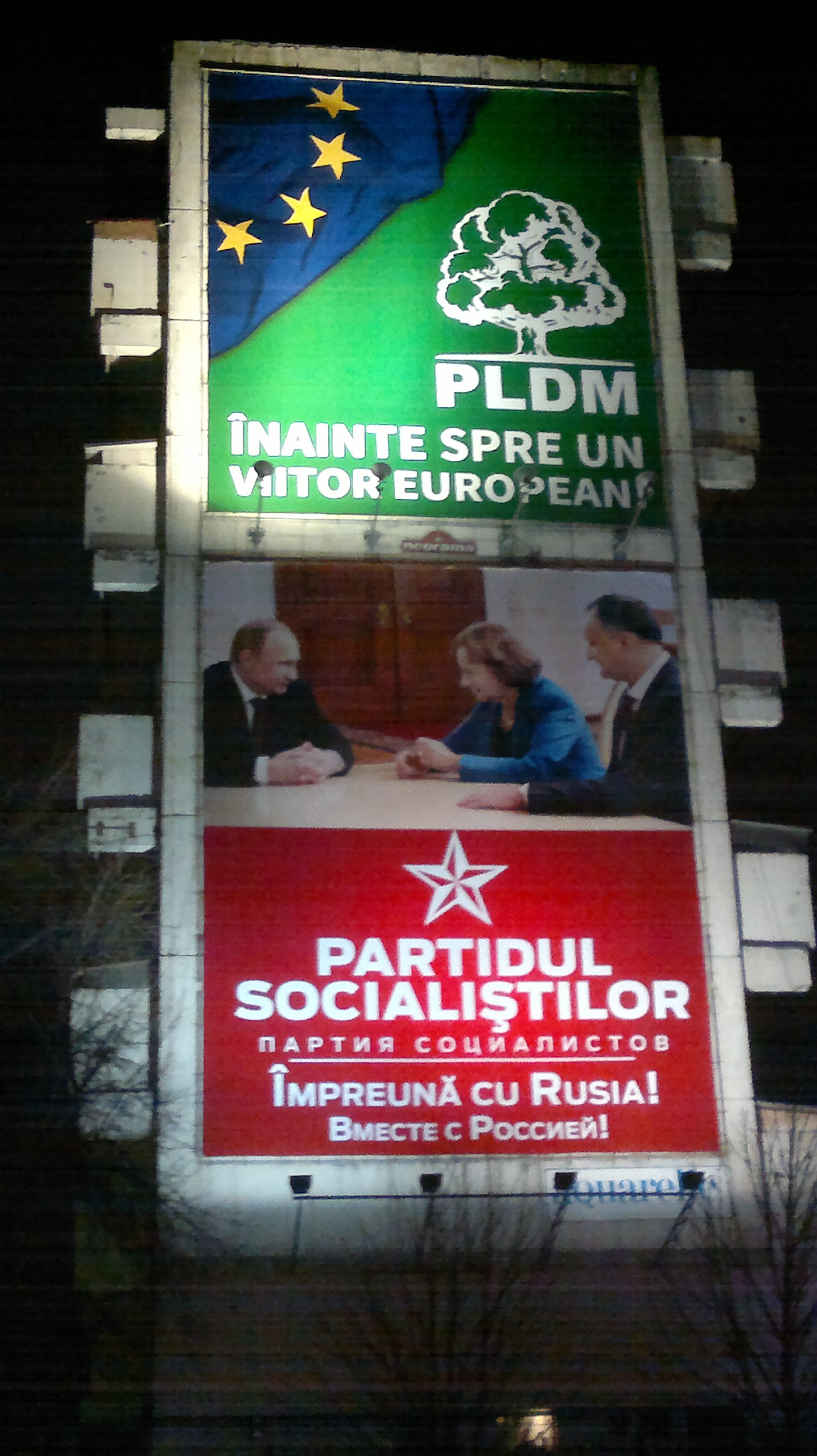
Pancarte electorale în timpul campaniei

1. Partidul Democrat din Moldova (PDM)

2. Partidul Popular Creștin Democrat (PPCD)

3. Partidul Forța Poporului (PFP)

4. Partidul Liberal Democrat din Moldova (PLDM)

5. Partidul Liberal Reformator (PLR)

6. Partidul Comunist Reformator din Moldova (PCR)

7. Mișcarea Populară Antimafie (MPA)

8. Partidul Național Liberal (PNL)

9. Partidul Socialiștilor din Republica Moldova (PSRM)

10. Blocul electoral „Alegerea Moldovei – Uniunea Vamală” (BeAMUV)
-  Mișcarea Populară pentru Uniunea Vamală (MPUV)

11. Partidul „Democrația Acasă” (PDA)

12. Partidul Popular din Republica Moldova (PPRM)

13. Partidul Comuniștilor din Republica Moldova (PCRM)

14. Partidul Liberal (PL)

15. Partidul „Renaștere” (PR)

16. Patria „Patria” (PP) (exclus, totuși a figurat în buletinele de vot având în dreptul său ștampila ”Retras”)

17. Partidul Acțiunea Democratică (PAD)

18. Partidul Verde Ecologist (PVE)

##. Mișcarea Social-Politică „Ravnopravie” (MSPR) (retras)

19. Oleg Cernei (candidat independent)

20. Partidul „Patrioții Moldovei” (PPM)

21. Oleg Brega (candidat independent)

22. Valeriu Pleșca (candidat independent)

23. Uniunea Centristă din Moldova (UCM)

24. Partidul „Pentru Neam și Țară” (PPNȚ)

25. Anatolie Doga (candidat independent)

## Sondaje
| Alegerile din 28 nov. 2010  | CEC                | 39.3% | 29.4% | 12.7% | 9.9%  | —     | —     | —    | —    | 0.6%  |       |
| 2013                        |                    |       |       |       |       |       |       |      |      |       |       |
| 10 – 24 ianuarie            | CCSM               | 31.8% | 26.5% | 11.9% | 14.8% | —     | 1.5%  | —    | —    | —     | 5,3%  |
| 1 – 13 aprilie              | ASDM               | 29.5% | 17.4% | 9.8%  | 7.3%  | —     | 3.3%  | —    | —    | —     | 12,1% |
| 6 – 21 aprilie              | Magenta Consulting | 32.5% | 12.6% | 6.8%  | 10.5% | —     | 0.6%  | —    | —    | 0.5%  | 19,9% |
| 10 – 26 mai                 | IMAS               | 39.0% | 12.6% | 8.6%  | 7.5%  | —     | 1.4%  | —    | —    | 0.2%  | 26,4% |
| 21 octombrie — 2 noiembrie  | ASDM               | 28.2% | 12.1% | 7.3%  | 5.1%  | —     | 3.5%  | 1.9% | —    | —     | 16,1% |
| 19 noiembrie                | IMAS               | 34.9% | 13.9% | 9.3%  | 6.2%  | —     | 0.6%  | 1.8% | —    | —     | 21,0% |
| 21 noiembrie                | IMAS și CBS-AXA    | 34.0% | 13.0% | 9,0%  | 7.5%  | —     | 0.4%  | 1.1% | 1.2% | 0.8%  | 21,0% |
| 2014                        |                    |       |       |       |       |       |       |      |      |       |       |
| 14 ianuarie — 2 martie      | Magenta Consulting | 31.0% | 13.0% | 8.4%  | 7.6%  | —     | 2.4%  | 0.8% | 1.7% | 0.5%  | 18,0% |
| 1 — 30 martie               | FOP                | 34.2% | 15.2% | 7.5%  | 10.3% | —     | 5.1%  | 1.1% | 2.8% | 0.4%  | 19,0% |
| 4 — 14 martie               | ASDM               | 30.1% | 12.5% | 7.9%  | 6.3%  | —     | 4.8%  | 1.0% | 1.7% | —     | 17,6% |
| 28 martie — 13 aprilie      | IPP                | 24.3% | 14.5% | 8.0%  | 7.8%  | —     | 1.1%  | 1.3% | 2.0% | 1.0%  | 9,8%  |
| 20 aprilie — 5 mai          | ASDM               | 28.6% | 13.2% | 7.0%  | 6.1%  | —     | 5.7%  | 0.6% | 1.9% | 0.4%  | 15,4% |
| 26 mai — 10 iunie           | CCSM               | 26.2% | 17.1% | 9.9%  | 7.2%  | 1.3%  | 1.3%  | 4.2% | 1.7% | —     | 9,1%  |
| 7 — 27 iunie                | Gallup             | 25.0% | 18.0% | 10.0% | 8.0%  | 3.0%  | 3.0%  | —    | 2.0% | —     | 7,0%  |
| 22 iulie — 1 august         | CBS-AXA            | 21.1% | 12.7% | 6.5%  | 6.1%  | 6.0%  | 3.3%  | 0.3% | 0.8% | 0.4%  | 8,4%  |
| 1 — 12 septembrie           | ASDM               | 23.2% | 13.9% | 7.8%  | 6.9%  | 3.5%  | 6.6%  | —    | 1.7% | —     | 9,3%  |
| 2 — 20 septembrie           | APM                | 28.5% | 15.1% | 6.8%  | 6.7%  | 10.1% | 6.2%  | —    | —    | —     | 13,4% |
| 5 — 22 septembrie           | IMAS               | 23.4% | 18.5% | 10.7% | 6.3%  | 6.7%  | 2.8%  | 0.9% | 1.4% | 0.6%  | 4,9%  |
| 11 — 20 octombrie           | ASDM               | 21.8% | 15.4% | 11.3% | 7.8%  | 8.0%  | 7.5%  | —    | 2.4% | —     | 6,4%  |
| 1 — 10 noiembrie            | IMAS               | 21.2% | 17.8% | 12.9% | 7.3%  | 9.6%  | 3.9%  | —    | —    | 1.1%  | 3,4%  |
| 26 octombrie — 13 noiembrie | IPP                | 14.0% | 14.0% | 12.0% | 7.0%  | 8.0%  | 7.0%  | —    | 2.0% | 1.0%  | Egal  |
| 8 — 19 noiembrie            | IMAS               | 19.6% | 17.2% | 14.2% | 8.5%  | 8.7%  | 5.3%  | —    | —    | 1.3%  | 2,4%  |
| 11 — 20 noiembrie           | ASDM               | 20.1% | 15.7% | 14.1% | 7.3%  | 7.8%  | 13.5% | —    | 2.8% | —     | 4,4%  |
| 11 — 21 noiembrie           | CCSM               | 17.2% | 15.2% | 13.0% | 6.5%  | 8.2%  | 4.7%  | 4.3% | 1.4% | 1.3%  | 2,0%  |
| Alegerile din 30 nov. 2014  | CEC                | 17.5% | 20.2% | 15.8% | 9.7%  | —     | 20.5% | 1.6% | 1.7% | 3.45% |       |

## Rezultate
Cea mai mare prezență a fost la Chișinău - 64,23%, Telenești - 59,49%, Rezina - 58,05%, iar cea mai redusă în Basarabeasca - 45,19%. În municipiul Bălți a fost înregistrată o prezență la vot de 56,66% din alegători, iar UTA Găgăuzia - 48,34%.
Repartizarea voturilor din municipiul Chișinău
     PSRM (22,2%)
     PLDM (21,55%)
     PL (19,13%)
     PCRM (11,63%)
     PDM (9,97%)
     Celelate partide (15,52%)
Repartizarea voturilor din străinătate după partid
     PLDM (33,92%)
     PL (20,9%)
     PDM (9,29%)
     AMUV (9,24%)
     PSRM (6,79%)
     PCRM (4,56%)
     Celelate partide (15,3%)
Peste hotarele republicii numărul celor care au votat prezintă un record. Conform informațiilor Comisiei Electorale Centrale, în total, au votat 73 311 cetățeni; PLDM a obținut - 24.299 (33,9%) voturi; PL – 14.970 (20,9%) voturi; PDM - 6.652 voturi (9,3%); AMUV - 6.616 (9,2); PSRM - 4.864 (6.8%); PCRM - 327 voturi (4,6%).
Pe 5 decembrie Comisia Electorale Centrală a totalizat rezultatele alegerilor parlamentare din 30 noiembrie și le-a trimis Curții Constituționale spre validare. Pe 9 decembrie 2014 Curtea Constituțională a declarat legale alegerile parlamentare din 30 noiembrie și a validat mandatele deputaților aleși.
În conformitate cu prevederile legale, Parlamentul nou-ales urmează să se întrunească în ședința de constituire la convocarea Președintelui Republicii Moldova în cel mult 30 de zile de la data alegerilor.
| 9:30                      | 4.20%  | 117 693   |
| 12:30                     | 20.98% | 587 930   |
| 15:30                     | 39.21% | 1 098 927 |
| 18:30                     | 51.20% | 1 429 778 |
| 21:00                     | 55.86% | 1 565 591 |
| Total (inclusiv diaspora) | 58.89% | 1 649 402 |
| Surse:                    |        |           |

| Partid / Alianță electorală   | Partid / Alianță electorală                           | Voturi    | %      | Locuri | +/- |
| ----------------------------- | ----------------------------------------------------- | --------- | ------ | ------ | --- |
|                               | Partidul Socialiștilor din Republica Moldova          | 327,912   | 20.51  | 25     | 25▲ |
|                               | Partidul Liberal Democrat din Moldova                 | 322,201   | 20.16  | 23     | 9▼  |
|                               | Partidul Comuniștilor din Republica Moldova           | 279,366   | 17.48  | 21     | 21▼ |
|                               | Partidul Democrat din Moldova                         | 252,489   | 15.80  | 19     | 4▲  |
|                               | Partidul Liberal                                      | 154,518   | 9.67   | 13     | 1▲  |
|                               | Partidul Comunist Reformator                          | 78,716    | 4.92   | 0      | —   |
|                               | Blocul electoral „Alegerea Moldovei - Uniunea Vamală” | 55,089    | 3.45   | 0      | —   |
|                               | Mișcarea Populară Antimafie                           | 27,846    | 1.74   | 0      | —   |
|                               | Partidul Liberal Reformator                           | 24,956    | 1.56   | 0      | —   |
|                               | Partidul Popular din Republica Moldova                | 12,110    | 0.76   | 0      | —   |
|                               | Partidul Popular Creștin Democrat                     | 11,782    | 0.74   | 0      | —   |
|                               | Partidul Forța Poporului                              | 11,665    | 0.73   | 0      | —   |
|                               | Partidul Național Liberal                             | 6,858     | 0.43   | 0      | —   |
|                               | Partidul „Renaștere”                                  | 4,158     | 0.26   | 0      | —   |
|                               | Partidul Acțiunea Democratică                         | 2,564     | 0.16   | 0      | —   |
|                               | Partidul „Democrația Acasă”                           | 2,449     | 0.15   | 0      | —   |
|                               | Partidul „Pentru Neam și Țară”                        | 1,697     | 0.11   | 0      | —   |
|                               | Partidul „Patrioții Moldovei”                         | 1,498     | 0.09   | 0      | —   |
|                               | Partidul Verde Ecologist                              | 1,360     | 0.09   | 0      | —   |
|                               | Uniunea Centristă din Moldova                         | 633       | 0.04   | 0      | —   |
|                               | Candidați independenți                                | 18,651    | 1.17   | 0      | —   |
| Voturi valide                 | Voturi valide                                         | 1,598,518 | 96.92  | —      | —   |
| Voturi invalide/albe          | Voturi invalide/albe                                  | 50,884    | 3.08   | —      | —   |
| Total                         | Total                                                 | 2,800,827 | 100.00 | 101    | —   |
| Votanți înregistrați/prezența | Votanți înregistrați/prezența                         | 1,649,402 | 58,89  | —      | —   |
| Sursa: e-democracy.md         |                                                       |           |        |        |     |

| Unitate Teritorială              | Prezență | PSRM   | PLDM   | PCRM   | PDM    | PL     |
| -------------------------------- | -------- | ------ | ------ | ------ | ------ | ------ |
| Municipiul Bălți                 | 56,66%   | 42,55% | 10,37% | 15,07% | 10,58% | 5,43%  |
| Municipiul Chișinău              | 64,23%   | 22,20% | 21,55% | 11,63% | 9,97%  | 19,13% |
| ↳ Sectorul Botanica              | 60,03%   | 33,31% | 15,99% | 13,52% | 8,61%  | 15,30% |
| ↳ Sectorul Buiucani              | 59,72%   | 26,23% | 19,40% | 12,75% | 9,30%  | 18,07% |
| ↳ Sectorul Centru                | 63,60%   | 22,85% | 21,91% | 13,27% | 10,00% | 18,13% |
| ↳ Sectorul Ciocana               | 58,74%   | 24,84% | 18,46% | 12,05% | 9,32%  | 21,46% |
| ↳ Sectorul Rîșcani               | 60,70%   | 29,33% | 18,61% | 12,76% | 9,01%  | 16,76% |
| ↳ Suburbia Municipiului Chișinău | 59,38%   | 11,79% | 22,16% | 13,21% | 14,38% | 24,05% |
| Anenii Noi                       | 54,60%   | 16,33% | 22,47% | 21,47% | 16,25% | 7,70%  |
| Basarabeasca                     | 45,19%   | 33,26% | 15,10% | 15,02% | 16,43% | 2,86%  |
| Briceni                          | 52,03%   | 29,60% | 14,49% | 18,46% | 16,81% | 2,65%  |
| Cahul                            | 49,56%   | 13,08% | 21,61% | 19,62% | 19,70% | 7,65%  |
| Cantemir                         | 46,39%   | 5,69%  | 29,93% | 22,11% | 18,01% | 6,37%  |
| Călărași                         | 50,54%   | 10,60% | 26,74% | 15,11% | 19,29% | 10,54% |
| Căușeni                          | 50,69%   | 12,69% | 21,92% | 27,24% | 18,07% | 4,46%  |
| Cimișlia                         | 47,02%   | 9,60%  | 31,49% | 20,17% | 18,94% | 5,28%  |
| Criuleni                         | 59,49%   | 5,86%  | 29,82% | 21,66% | 16,76% | 10,50% |
| Dondușeni                        | 57,19%   | 27,47% | 13,52% | 19,63% | 15,06% | 3,48%  |
| Drochia                          | 54,08%   | 29,27% | 12,95% | 21,77% | 15,49% | 4,07%  |
| Dubăsari                         | 55,56%   | 10,91% | 11,47% | 41,09% | 15,82% | 4,77%  |
| Edineț                           | 56,68%   | 25,64% | 17,22% | 19,25% | 16,93% | 3,17%  |
| Fălești                          | 55,66%   | 35,10% | 12,28% | 17,82% | 14,47% | 3,44%  |
| Florești                         | 54,60%   | 17,42% | 15,53% | 26,07% | 18,74% | 3,73%  |
| Glodeni                          | 53,66%   | 24,54% | 13,01% | 20,14% | 20,65% | 3,87%  |
| Hîncești                         | 47,96%   | 9,43%  | 34,40% | 16,70% | 18,92% | 6,39%  |
| Ialoveni                         | 57,09%   | 4,88%  | 33,52% | 15,29% | 19,35% | 13,29% |
| Leova                            | 49,66%   | 10,06% | 19,20% | 23,96% | 23,98% | 5,01%  |
| Nisporeni                        | 49,54%   | 3,85%  | 23,41% | 13,21% | 40,72% | 6,53%  |
| Ocnița                           | 56,57%   | 29,84% | 11,51% | 26,04% | 11,28% | 1,56%  |
| Orhei                            | 54,74%   | 9,24%  | 24,70% | 15,34% | 25,64% | 11,26% |
| Rezina                           | 58,05%   | 10,30% | 22,29% | 20,82% | 26,03% | 5,77%  |
| Rîșcani                          | 55,74%   | 34,89% | 14,75% | 17,32% | 13,86% | 3,77%  |
| Sîngerei                         | 53,31%   | 18,40% | 16,12% | 21,95% | 19,85% | 4,15%  |
| Soroca                           | 53,59%   | 19,97% | 16,80% | 23,66% | 15,18% | 4,46%  |
| Strășeni                         | 54,25%   | 5,89%  | 27,60% | 17,93% | 20,91% | 12,45% |
| Șoldănești                       | 57,32%   | 9,66%  | 19,90% | 25,43% | 25,18% | 5,03%  |
| Ștefan Vodă                      | 51,50%   | 12,84% | 20,95% | 25,64% | 19,89% | 4,91%  |
| Taraclia                         | 52,46%   | 38,20% | 4,60%  | 17,05% | 6,80%  | 0,55%  |
| Telenești                        | 53,63%   | 5,73%  | 30,30% | 18,69% | 21,35% | 8,53%  |
| Ungheni                          | 54,09%   | 18,54% | 19,27% | 23,20% | 16,95% | 6,60%  |
| UTA Găgăuzia                     | 48,34%   | 57,10% | 1,78%  | 12,40% | 10,34% | 0,19%  |
| Voturi din străinătate           | 99,15%   | 6,79%  | 33,92% | 4,56%  | 9,29%  | 20,90% |
| Total                            | 58,89%   | 20,51% | 20,16% | 17,48% | 15,80% | 9,67%  |

Harta prezenței la vot pe raion
Rezultatele pentru Partidul Socialiștilor din Republica Moldova pe raion:      50–60%     40–50%     30–40%     20–30%     10–20%     0–10%
Rezultatele pentru Partidul Liberal Democrat din Moldova pe raion:      30–40%     20–30%     10–20%     0–10%
Rezultatele pentru Partidul Comuniștilor din Republica Moldova pe raion:      40–50%     20–30%     10–20%     0–10%
Rezultatele pentru Partidul Democrat din Moldova pe raion:      40–50%     20–30%     10–20%     0–10%
Rezultatele pentru Partidul Liberal pe raion:      20–30%     10–20%     0–10%
Rezultatele pentru Alianța pentru Integrare Europeană pe raion:      70–80%     60–70%     50–60%     40–50%     30–40%     20–30%     10–20%

## Vezi și
- Cazul „Antifa”